# Ofensiva de Moravia-Ostrava
La ofensiva de Moravia-Ostrava (en ruso: Моравско-Остравская наступательная операция), fue una operación ofensiva militar estratégica del Ejército Rojo contra la Wehrmacht durante la Segunda Guerra Mundial. Se llevó a cabo del 10 de marzo al 5 de mayo de 1945 por las tropas del Cuarto Frente Ucraniano con el objetivo de capturar la región industrial de Moravia-Ostrava. Actual República Checa Oriental (Moravia y Silesia checa).

## Contexto
A principios de marzo de 1945, el Ejército Rojo había invadido la Alemania nazi y avanzó hacia el oeste en los sectores del Primer Frente Bielorruso y el Primer Frente Ucraniano. El Cuarto Frente Ucraniano y el ala derecha del Segundo Frente Ucraniano había quedado ligeramente rezagados, formando un arco que cubría las fronteras noreste y sureste de Checoslovaquia. El 1.er Frente Ucraniano, tras ocupar parte de la región industrial de Silesia durante la Ofensiva del Vístula-Óder, planeaba continuar la ofensiva en la región de la Alta Silesia. Para facilitar su ataque y debilitar el potencial militar-industrial del Tercer Reich, el Cuartel General del Mando Supremo (Stavka) ordenó al comandante del Cuarto Frente Ucraniano, el General de Ejército Iván Petrov, que preparara y dirigiera una operación ofensiva. El objetivo de la primera etapa de la operación era derrotar al grupo de tropas alemanas desplegadas en la Región de Moravia-Silesia, al Noreste de Checoslovaquia y posteriormente ocupar esta importante región industrial.

## Plan de operación
El plan original de la operación preveía el ataque principal de las fuerzas del Primerr Ejército de la Guardia y del 38° Ejército en dirección a Olomouc, Pardubice, la derrota de la unidades alemanas allí desplegadas, la salida a la línea del río Moldava y la captura de Praga. El avance previsto de la operación era de 350 km. En la primera etapa de la operación, el grupo de ataque del frente debía llegar a la línea Sternberg - Olomouc. Al mismo tiempo, al 38.º Ejército se le encomendó la captura de Moravska Ostrava al final del cuarto día de la operación, y Cieszyn para el 1º Ejército de Guardias. Se ordenó al 18.º Ejército que realizara un reconocimiento activo, permaneciendo en la línea ocupada. El 5.º Cuerpo Mecanizado de Guardias tenía la misión de avanzar detrás de las líneas alemanas después de que los ejércitos de infantería hubieran roto las defensas alemanas en una profundidad de entre cinco y seis kilómetros. 

## Defensas alemanas
Decenas de empresas metalúrgicas, químicas, de construcción de maquinaria y de refinación de petróleo operaban en la zona de Moravska Ostrava y pueblos cercanos, produciendo una gran cantidad de armas y productos militares. Había ricos depósitos de carbón y mineral de hierro en la región. El mando alemán concedió gran importancia a la conservación de esta zona. 

Los accesos a Moravska Ostrava desde el este estaban cubiertos por tres zonas defensivas a lo largo de los ríos Olshe, Ostravice y Odra, y una desde el norte, en la línea Troppau-Moravska-Ostrava. Cada zona defensiva constaba de cuatro líneas de fortificaciones. La base de las fortificaciones defensivas estaba formada por posiciones de ametralladoras de hormigón armado y fortines. La línea del frente de la defensa estaba saturada de búnkeres con un elaborado sistema de fuego. Todas las estructuras estaban perfectamente camufladas y desde la distancia no se podían distinguir de las muchas colinas circundantes. 
«Grandes fortines de ametralladora y artillería, que tenían de seis a ocho troneras, eran poderosas estructuras con paredes laterales de 2,5 metros y frontales de tres metros. Cada uno de ellos estaba armado con dos cañones de 37 mm de disparo rápido, dos ametralladoras coaxiales y cuatro simples. Además de casamatas, tenían salas de guarnición, equipos de ventilación y eléctricos, suministro de agua, alcantarillado, almacenes, comunicaciones telefónicas. Estos búnkeres podían acomodar de 80 a 100 personas. Los búnkeres pequeños con una guarnición de cuatro a seis personas, armados con una o dos ametralladoras pesadas, eran, por así decirlo, una adición a los grandes y tenían la tarea de apoyarlos desde atrás». 

## Orden de batalla

### Ejército Rojo
Cuarto Frente Ucraniano - comandanteː general de ejército Iván Petrov, desde el 26 de marzo, general de ejército Andréi Yeriómenko
- 1.er Ejército de Guardias - comandanteː coronel general Andréi Grechko
- 38.° Ejército - comandanteː coronel general Kiril Moskalenko
- 18.º Ejército - comandanteː teniente general Antón Gastilovich[5]
- 60.° Ejército - comandanteː coronel general Pável Kurochkin (el 6 de abril fue incluido en el frente).[6]
- 8.° Ejército Aéreo - comandanteː teniente general de Aviación Vasili Zhdanov.[7]
- 1.er Cuerpo de Ejército checoslovaco (parte del 38.° Ejército) - comandanteː mayor general Ludvík Svoboda, desde el 3 de abril, general Karel Klapálek
- 1.ª División de Aviación Mixta checoslovaca (parte del 8.° Ejército Aéreo) - comandanteː coronel L. Budín.

En total, las tropas soviéticas y checoslovacas sumaban, cerca de 255.000 efectivos, 3000 cañones y morteros de gran calibre, 180 tanques y cañones autopropulsados, y 408 aviones.

### Wehrmacht
Grupo de Ejércitos "Heinrici" - comandanteː coronel general Gotthard Heinrici, a partir del 22 de marzo, 1.er Ejército Panzer - comandanteː general der Panzertruppe Walther Nehring
- LXXII Cuerpo de Ejército; comandanteː generalleutnant August Schmidt
- XXXXIX Cuerpo de Ejército de Montaña; comandante general der Gebirgstruppe Karl von Le Suire
- 4.º Flota Aérea (en alemán Luftflotte 4) comandanteː generaloberst Otto Deßloch.[9]

Al inicio de la ofensiva, las tropas alemanas sumaban alrededor de: 150.000 efectivos, 1500 cañones y morteros de gran calibre, 100 tanques y cañones de asalto, 120 aviones. Posteriormente el Alto Mando alemán envió sustanciales refuerzos.

## El curso de las hostilidades

### Del 10 al 23 de marzo
La inteligencia alemana pudo revelar la preparación de las tropas soviéticas para la ofensiva, así como establecer la hora exacta de su inicio. Para evitar pérdidas por fuego de artillería, el mando alemán retiró sus tropas de la línea del frente a la segunda línea de defensa en la noche del 10 de marzo.

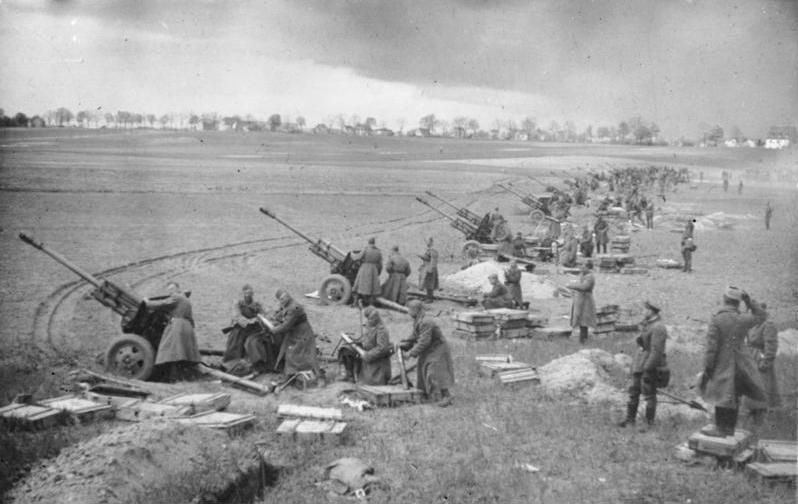
Preparación artillera soviética antes de la ofensiva

En la mañana del 10 de marzo estalló una tormenta de nieve en la zona de ataque. La visibilidad se redujo a 100-200 m, lo que excluyó el uso de la aviación y redujo sustancialmente la precisión de la artillería. Al evaluar la situación, el comandante del 38.º Ejército, coronel general Kiril Moskalenko, sugirió que el comandante del frente contactara al Cuartel General del Mando Supremo con una solicitud para posponer el inicio de la ofensiva hasta que mejorara el clima. Fue apoyado por el comandante del Primer Ejército de Guardias, coronel general Andréi Grechko. Sin embargo, Iván Petrov, rechazó la propuesta de los comandantes del ejércitoː

Las fechas han sido aprobadas por el Alto Mando, son definitivas», respondió. - No pediré el aplazamiento de la ofensiva.

En el primer día de la ofensiva, las fuerzas del frente, en lugar de abrirse paso a una profundidad de entre veinte y veinticinco kilómetros, solo fueron capaces de avanzar, en la defensa alemana, entre tres y cuatro kilómetros. Para fortalecer la defensa, los alemanes comenzaron a transferir fuerzas adicionales de otros sectores del frente y lanzaron numerosos contraataques utilizando infantería y tanques. Solo del 12 al 15 de marzo, las unidades del 38.º Ejército rechazaron treinta y nueve contraataques. Durante ocho días, las formaciones del 1.er Ejército de Guardias y del 38.º Ejército continuaron atacando al enemigo, pero nunca pudieron romper sus defensas. El 17 de marzo, hubo que detener la ofensiva y realizar un nuevo planteamiento. 
Tras el reconocimiento, el comandante del 38.º Ejército, coronel general Kiril Moskalenko propuso un nuevo plan, que implicaba un nuevo ataque desde el área de la ciudad de Zorau sin pasar por la región de Moravia-Ostrava desde el norte. En comparación con la dirección anterior, la nueva dirección era más conveniente para la ofensiva, ya que discurría por un terreno menos accidentado, las posiciones alemanas estaban defendidas por pequeñas fuerzas y eran claramente visibles desde el lado soviético. Además, una gran área de bosque ubicada al noreste de la ciudad permitió concentrar en secreto tropas y equipos. Pronto el plan ofensivo propuesto fue aprobado por el comando del frente y las tropas comenzaron a prepararse para la operación y reagruparse en la nueva dirección. 

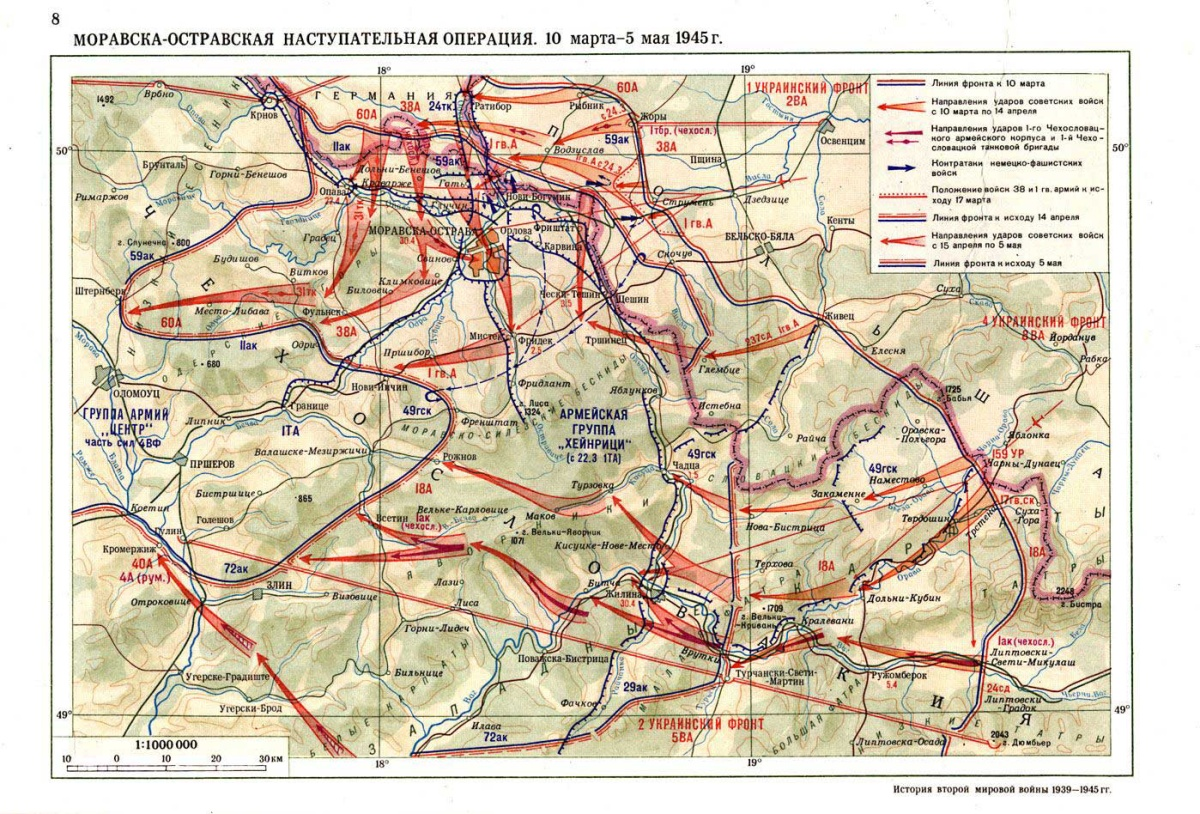
Mapa ruso de la Ofensiva de Moravia-Ostrava

### Del 24 de marzo al 5 de abril
En la mañana del 24 de marzo, después de cuarenta y cinco minutos de preparación de artillería, el 38.º Ejército reanudó su ofensiva. Con el apoyo de la aviación, los atacantes rompieron la resistencia del enemigo con relativa rapidez y al final del día avanzaron en la dirección principal en una profundidad de siete kilómetros. Para fortalecer las defensas frente al 38.° Ejército que avanzaba, el Alto Mando alemán en la noche del 25 de marzo transfirió las divisiones de tanques 8.º y 19.º al área de combate. A pesar de ello, el 25 de marzo, las tropas del ejército lograron ampliar la brecha en las defensas alemanas a 20 km en el frente y hasta quince kilómetros de profundidad, y el 26 de marzo capturar Loslau. En un esfuerzo por mantener la región industrial de Moravia-Ostrava a cualquier precio y evitar un mayor avance soviético, el comando de la Wehrmacht continuó transfiriendo nuevas formaciones a la zona de ataque del 38.° Ejército, principalmente la 715.° División de infantería y las 16.° y 17.° divisiones panzers.
El 26 de marzo, el nuevo comandante del frente, Andréi Yeriómenko, aclaró el plan de operación y ordenó al 1.er Ejército de Guardias y al 18.° Ejército pasar a la ofensiva para desviar parte de las tropas alemanas de la dirección del ataque principal . Así el 29 de marzo, el 1.er Ejército de Guardias luego de una preparación de artillería de 45 minutos a las 11:45 a. m. Con las fuerzas de dos cuerpos de fusileros, lanzó una ofensiva en dirección a Frishtat (ahora el área de Karviná). El 18.º Ejército, avanzando en difíciles condiciones de zonas montañosas y boscosas, se abrió paso a través de barreras y líneas defensivas acondicionadas en la sierra, en pasos, caminos y asentamientos. Las tropas alemanas ofrecieron una resistencia muy fuerte, realizando numerosos contraataques. A pesar de esto, del 29 de marzo al 5 de abril, unidades del 18.º Ejército en algunas áreas avanzaron a una profundidad de veinte kilómetros. 
El 1.er Cuerpo de Ejército de Checoslovaquia, que operaba como parte del 18º Ejército, lo liberó el 4 de abril después de intensas batallas de dos meses en las afueras de la ciudad de Liptovsky Mikulas. posteriormente continuó avanzando por el valle del río Vah y tras superar tres líneas de fortificaciones alemanas, el cuerpo llegó a la ciudad de Ruzomberok al día siguiente y, después de una feroz batalla, la capturó. 

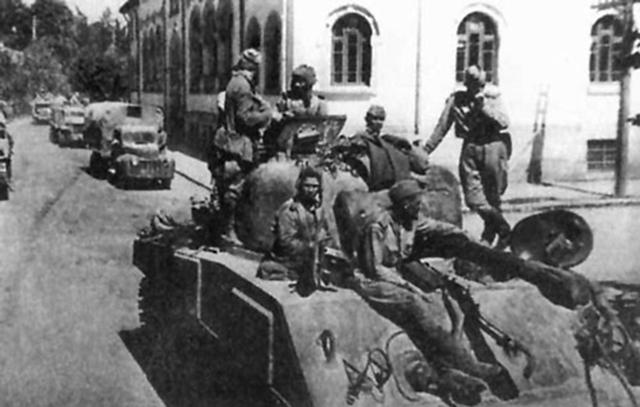
Tanque M4 Sherman en servicio en el Ejército Rojo

En la dirección principal de ataque, en la zona del 38.º Ejército y el 1.er Ejército de Guardias, las tropas alemanas continuaron defendiéndose obstinadamente, confiando en una amplia y compleja red de estructuras defensivas. Solo las formaciones del flanco derecho del 38.º Ejército pudieron avanzar. A principios de abril, unidades del 126.º Cuerpo de Fusileros de Montaña y del 95.º Cuerpo de Fusileros llegaron al río Óder, lo cruzaron en algunas zonas y empezaron a luchar por la expansión de las cabezas de puente. La tenaz resistencia de las tropas alemanas y la configuración del frente que se concretó a principios de abril puso al mando soviético frente a la necesidad de ajustar sus planes. El 5 de abril, se ordenó al 38.º Ejército y al 1.er Ejército de Guardias que pasaran a la defensiva en preparación para una nueva ofensiva. 

### Del 6 de abril al 5 de mayo
A principios de abril, la línea del frente en Checoslovaquia formaba un arco curvado hacia el este, a lo largo del cual las tropas del 1º, 4º y 2º frentes ucranianos cubrían al 1º Ejército Panzer de la Wehrmacht. El mando soviético decidió aprovechar esta posición y rodear al ejército alemán. tras reforzar el 4º Frente Ucraniano al incluir al 60.º Ejército, el Cuartel General del Mando Supremo le asignó una nueva tarea. Ahora el frente debía utilizar las fuerzas de tres ejércitos (60.º, 38.º y 1.º de la Guardia) para atacar a lo largo de la margen izquierda del río Oder en la dirección de Olomouc hacia las tropas del Segundo Frente Ucraniano, que a su vez debían avanzar hacia Olomouc desde el sureste. El inicio de una nueva ofensiva del Cuarto Frente Ucraniano estaba previsto para el 15 de abril, es decir, un día antes del inicio de la Batalla de Berlín. 
A principios de abril, en un intento desesperado por proteger la única cuenca de carbón que quedaba en manos del Tercer Reich en abril de 1945, el comando de la Wehrmacht envió fuerzas adicionales a este sector del frente, principalmente el 1.º Ejército Panzer el cual constaba de veintidós divisiones, de las cuales cinco eran divisiones panzers.
En esta fase de la operación, las fuerzas del frente tuvieron que superar una zona defensiva fuertemente fortificada que corría a lo largo de los ríos Opava, Oder y Olsha. Se basó en un poderoso sistema de pastilleros construido por Checoslovaquia en las décadas de 1920 y 1930 bajo el liderazgo de ingenieros franceses y destinado a cubrir la frontera con Alemania. Por lo tanto, en preparación para una nueva ofensiva en los ejércitos, se planificaron y llevaron a cabo ejercicios en los que se prestó especial atención a la interacción entre infantería y artillería. El reconocimiento descubrió que para el 15 de abril, ocho divisiones alemanas defendían el frente.
La ofensiva comenzó la mañana del 15 de abril con una fuerte preparación de artillería. En los sectores avance de los ejércitos 60.º y 38.º, comenzó a las 9 horas y 15 minutos, y en el sector del 1.er Ejército de Guardias, 15 minutos después. Una vez finalizado el fuego de artillería, las unidades de fusileros pasaron al ataque. Por la tarde, bajo la embestida de las tropas soviéticas, el mando alemán comenzó a retirar sus formaciones a través del río para atrincherarse en su margen sur, utilizando posiciones previamente preparadas. El primer día de los combates, los atacantes avanzaron hasta ocho kilómetros. A la mañana siguiente, se reanudó la ofensiva. La aviación soviética dominaba el aire, ayudando a las fuerzas terrestres, pero las unidades alemanas resistieron obstinadamente y el avance fue lento. 
El 17 de abril, las formaciones que operaban en los flancos adyacentes de los ejércitos 60.º y 38.º, junto con el XXXI Cuerpo Panzer, llegaron al río Opava en la región de Kravaře. Tras cruzar el río, comenzaron a luchar en su margen sur. Al día siguiente, los atacantes ampliaron la cabeza de puente a diez kilómetros a lo largo del frente y se acercaron a una franja de fortificaciones permanentes con una amplia red de fortines de hormigón armado. 
Del 19 al 21 de abril, unidades del 38.º Ejército lograron destruir solo diez fortines y dieciocho nidos de ametralladora. El avance se ralentizó. Solo después de varios días de intensos combates, las tropas del frente llegaron a Troppau y el 22 de abril lo despejaron del enemigo. 

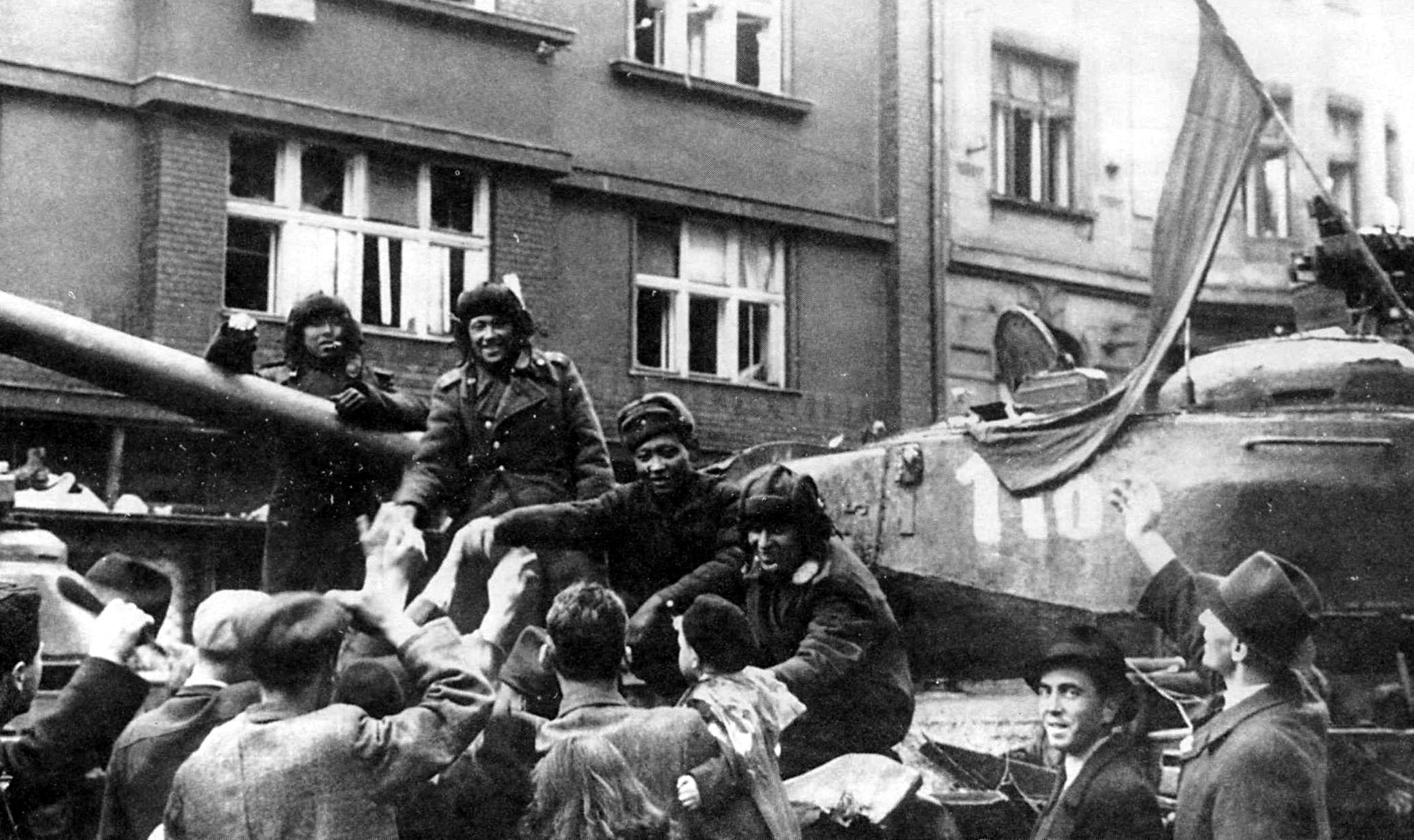
Los residentes de Moravia Ostrava dan la bienvenida a los equipos de tanques soviéticos en las calles de la ciudad.

Ahora las tropas que avanzaban tenían que resolver la tarea principal de la operación: capturar la ciudad de Ostrava. Para reducir el daño a la industria de la ciudad, el comando del frente rechazó un ataque frontal y decidió tomar la ciudad por un desvío. El plan revisado para una nueva ofensiva ordenó al 38.° Ejército que pasara por alto la ciudad y atacara desde el oeste y al 1.° Ejército de la Guardia desde el norte. Después de pasar unos días más para superar los accesos fuertemente fortificados a la ciudad, las tropas soviéticas, a finales del 29 de abril, llegaron a las afueras de Moravska Ostrava. La operación de captura de la ciudad se inició en la mañana del 30 de abril tras un ataque de artillería y aire sobre las posiciones alemanas. A las 13ː00, los atacantes irrumpieron en las afueras de la ciudad y después de una dura batalla de cinco horas, las tropas de la 1.° Ejército de la Guardia y del 38.° Ejército con el apoyo del 8º Ejército Aéreo y la asistencia de la 1ª Brigada de Tanques de Checoslovaquia liberaron Moravska Ostrava. Los residentes de la ciudad dieron una calurosa bienvenida al Ejército Rojoː 
«El júbilo reinaba en todas partes. Cada residente se esforzó por estrechar la mano de los soldados soviéticos, expresar su gratitud, decir una palabra cálida y afectuosa». 
El mismo día, el 18º Ejército, después de intensas batallas de varios días, capturó las ciudades de Zilina y Kisutske Nove Mesto. tras perder Moravska Ostrava, las tropas alemanas no pudieron en ningún otro lugar crear una defensa suficientemente fuerte y estable. El 6 de mayo, las tropas del frente capturaron Šternberk y alcanzaron los accesos a la ciudad de Olomouc. 

## Bajas

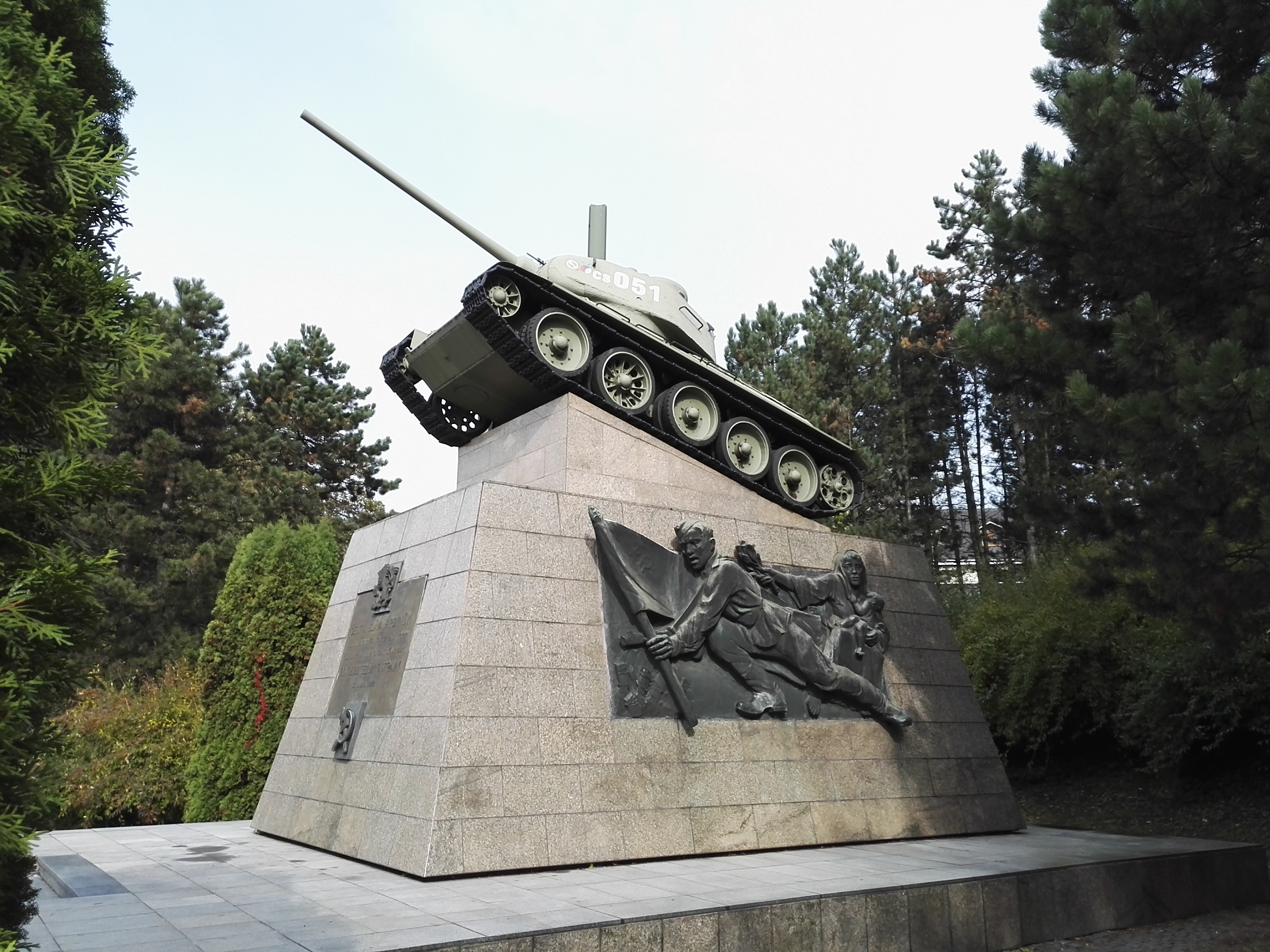
Monumento a los combatientes de la 1a Brigada de Tanques de Checoslovaquia. El tanque incluido en el monumento, fue el primero en entrar en Ostrava durante su liberación el 30 de abril de 1945

### Ejército Rojo
En el transcurso de la operación, el Ejército Rojo perdió 112.621 efectivos, de las cuales 23.964 se perdieron irremediablemente. No hay información exacta sobre las pérdidas del 1.er Cuerpo de Ejército de Checoslovaquia. Se sabe que durante el período del 12 al 30 de abril, el cuerpo perdió 1528 efectivos entre muertos y heridos.

### Wehrmacht
Según estimaciones soviéticas, las tropas alemanas perdieron más de 250.000 personas, de las cuales 150.000 fueron prisioneros; Así mismo perdió hasta 4000 cañones, 1570 morteros, 1087 tanques y cañones de asalto, y 737 aviones.

## Resultados
Como resultado de la operación, las tropas del Cuarto Frente Ucraniano capturaron la región industrial de Moravia-Ostrava y crearon las condiciones óptimas para una nueva ofensiva en la parte central de Checoslovaquia, que finalmente llevaría a la liberación completa de Checoslovaquia y al fin del Tercer Reich.